# Pereirões
Pereirões são bonecos gigantes que colorem o carnaval de Monteiro Lobato desfilando com marchinhas e batucadas. Lembram os famosos bonecos de Olinda, mas tem sua história própria cheia de curiosidades e carinhos típicos do interior paulista,com influência forte do artesanato local.
Em seu interior fica alguém (nunca se sabe quem) responsável por movimentar o boneco e agitar as brincadeiras carnavalescas e demais festejos da cidade.

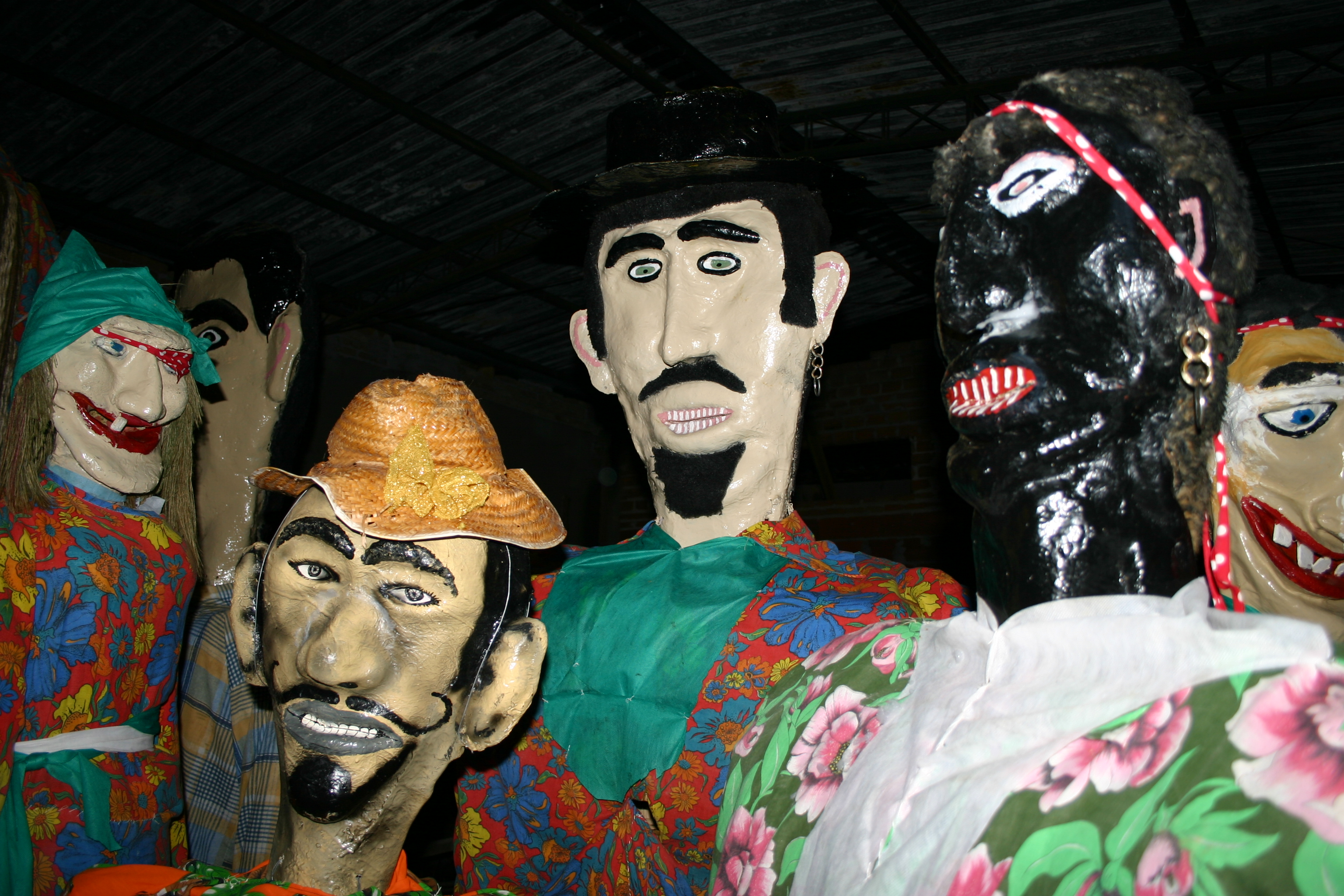
Pereirões de Monteiro Lobato.

## Histórico
Bonecos gigantes que acompanhavam festejos, procissões e carnavais em vários pontos da Europa desde o século XIV. Chegaram ao Brasil com os Portugueses e se tornaram populares, em diversas regiões do país.
Em Monteiro Lobato, a tradição tomou vida na década de 30, nas mãos do artista plástico Tião Munheca. No carnaval, Tião saiu com seu boneco, o qual nomeou “Pereirão” em alusão ao personagem de Zé Pereira e seus sacis, que encantou os foliões locais; motivando que o artista, no ano seguinte criasse a “Maria Pereira”, para formar o casal. Nos anos seguintes, ainda após a morte do artista, outros bonecos foram sendo criados, aumentando o grupo para uma dezena de figuras.
Em 2014 os pereirões foram declarados Patrimônio Imaterial de Monteiro Lobato

## Carnaval de Monteiro Lobato
Os festejos de carnaval se concentram na Praça Comendador Freire, a popular Praça de Baixo. A rua no interior da praça é interditada e enfeitada com máscaras, brinquedos, fitas e serpentinas de todas as cores.De um lado é montado um palco para os músicos. É nesse ambiente que é realizada essa festa familiar com seus gigantes, sacis e foliões acompanhados de marchinhas e batucadas.

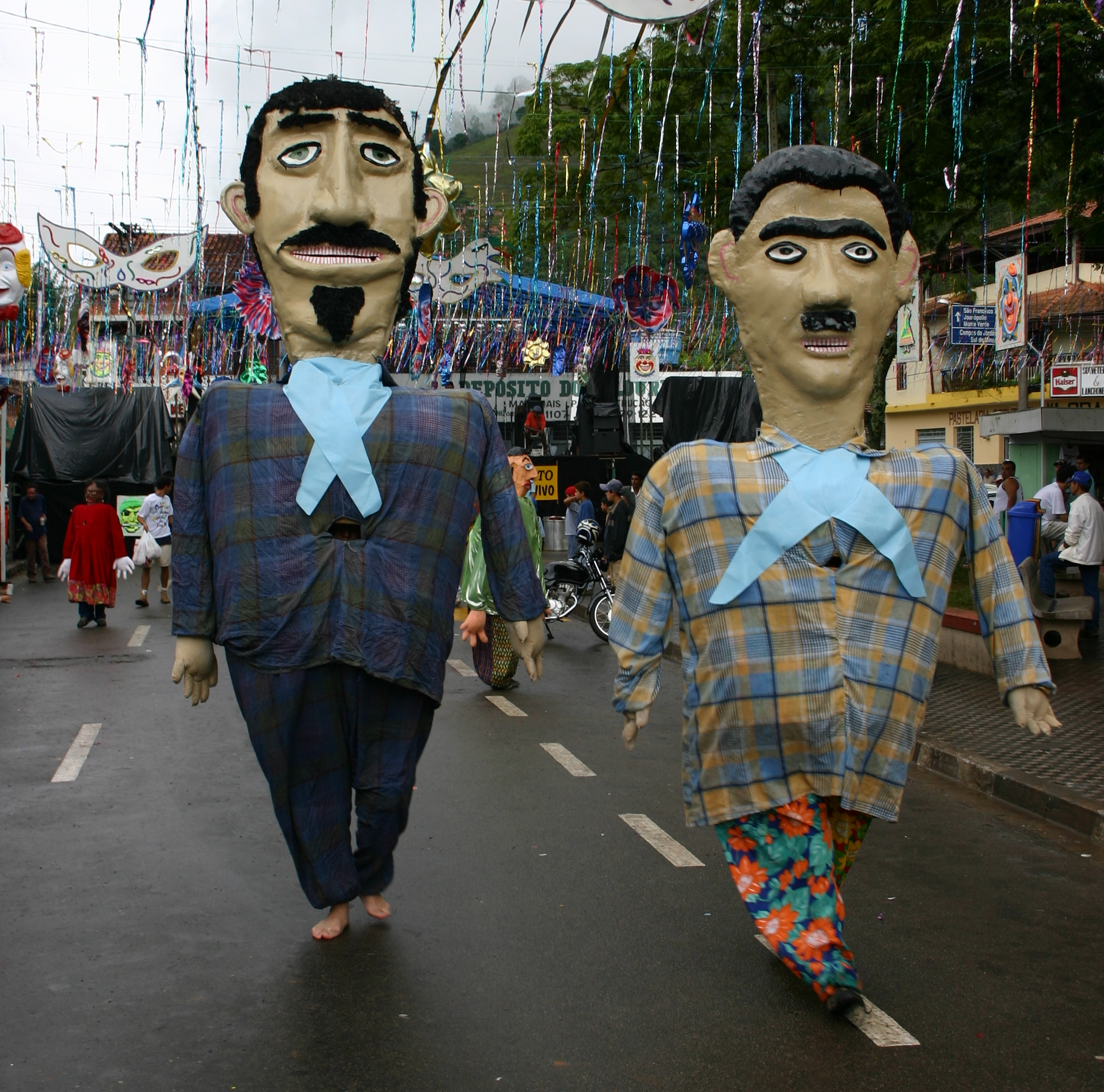
Bonecos Zé Pereira e Monteiro Lobato no carnaval de rua.

## Personagens de destaque
Os bonecos Pereirão e Maria Pereira foram os primeiros confeccionados.Há também o de Monteiro Lobato e do Lobatinho (mascote da cidade), do Jeca Tatu, de Tião Munheca, de personagens do Sítio do Picapau Amarelo e de personalidades locais.

## Construção
O corpo é construído de jacá, tipo de cesto de taquara,invertido, com um furo retangular à altura dos olhos do manuseador do boneco. Ao cesto, são fixadas duas travessas de madeira, à altura dos ombros, para a conexão com a cabeça do boneco. Esta é moldada em barro cozido, em duas metades, e empapelada com jornal. A estrutura é um tanto frágil tanto ao impacto quanto às intempéries. Por este motivo, Tião criou um grupo de garotos vestidos em trapos, mascarados e com cordas nas mãos como chicotes, para proteger os bonecões do assédio dos curiosos e crianças. Surgiu aí outra tradição lobatense chamada “Sacizada”. O corpo é vestido em chita e o boneco possui braços com luvas cheias de trapo, que balançam ao rodopiar do boneco, criando uma ginga característica.

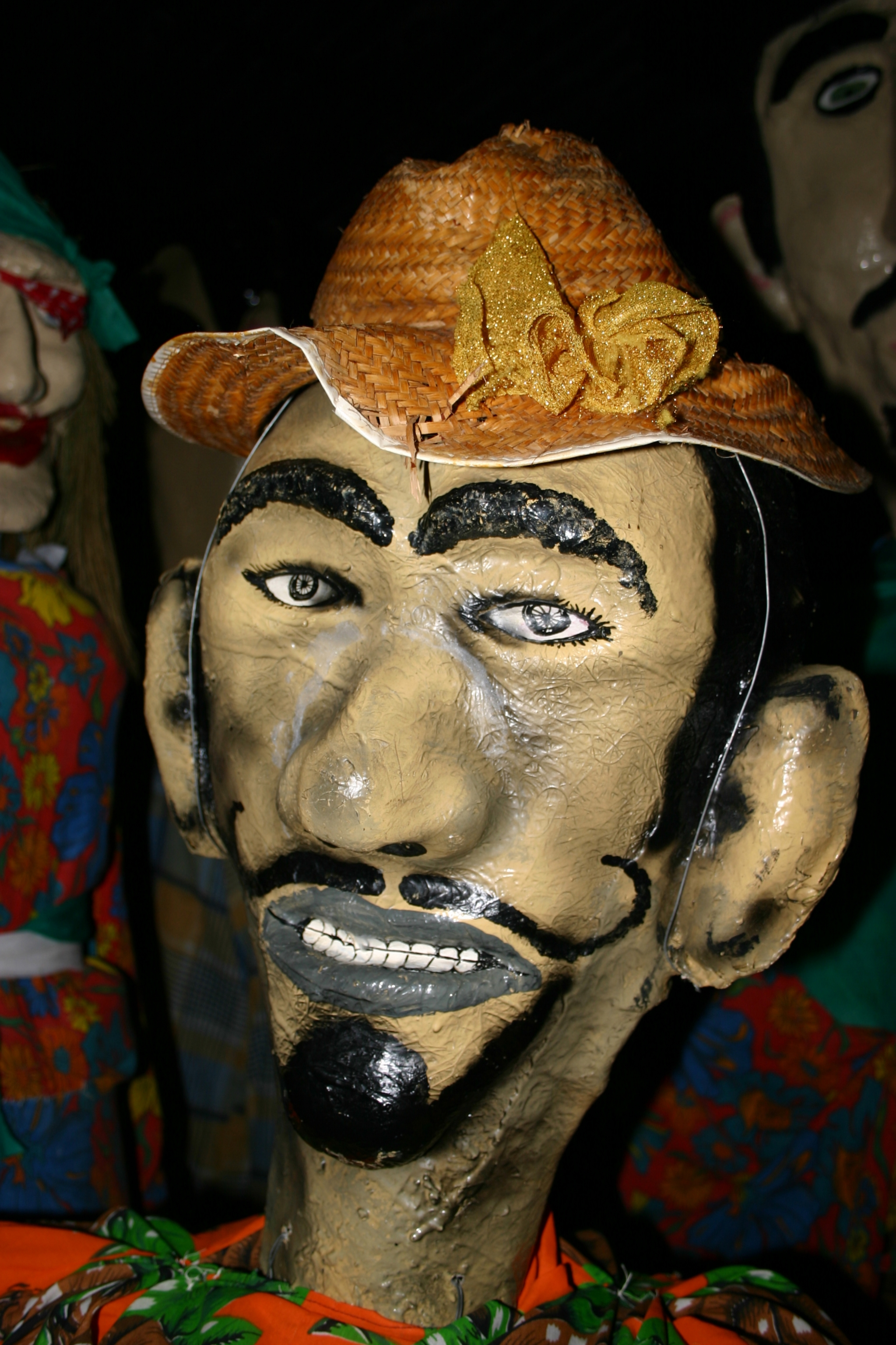
Cabeça de boneco pereirão de Monteiro Lobato.

## Calendário
Os pereirões aparecem todos os dias do carnaval lobatense; uma vez ao meio da tarde e outra no começo da noite, ao ritmo de uma batucada. Também se apresentam em outras festividades e tem sido presença constante no evento “Revelando São Paulo”.